# Nordijska grupa
Nordijska grupa je grupa Saturnovih prirodnih satelita sa sličnim parametrima orbite (vidi tablicu desno). Ova grupa spada među Saturnove vanjske nepravilne satelite.
Grupa ima 18 članova. Redom od Saturna prema vani, to su:
- Feba (Phoebe)
- Skathi (podgrupa Skathi)
- S/2004 S 13
- Mundilfari
- S/2004 S 17
- Narvi
- S/2004 S 15 (podgrupa Skathi)
- S/2004 S 10
- Suttungr
- S/2004 S 18 (podgrupa Skathi)
- S/2004 S 12
- S/2004 S 9 ((podgrupa Skathi)
- S/2004 S 14
- S/2004 S 7
- Thrymr
- S/2004 S 16
- Ymir
- S/2004 S 8

4 satelita tvore podgrupu Skathi. Velike poluosi njihovih putanja su između 15 i 20 milijuna km, a inklinacije između 147° i 158°. Narvi bi također mogao biti jedini (do sada otkriveni) član neke svoje podgrupe.
Međunarodna astronomska unija zadržava pravo da sve satelite iz ove grupe imenuje prema likovima (uglavnom divovoima) iz nordijske mitologije. Jedina iznimka je Febe, otkriveno davno prije ostalih. Febe je nazvana po grčkom božanstvu Mjeseca.

## Vanjske poveznice
- S. Sheppard's classification of Saturn's irregular moons